# 大江捨一
大江 捨一（おおえ すていち、1901年 - 2001年9月26日）は、日本の牧師。中田重治の娘婿。ホーリネス教会と後に、アライアンス教会の発展のために貢献した指導者。父は大江邦治、息子は大江寛人。

## 生涯

### 初期
1901年(明治34年)に当時、米子郵便局員だった大江邦治の息子として、鳥取県米子市に誕生する。1902年(明治35年) 父邦治が、日本伝道隊に入隊バークレー・バックストンに薫陶を受ける。捨一も父と共に九州各地で伝道を行う。
1915年(大正4年)に日本ホーリネス教会鹿児島復活教会でキリスト教の洗礼を受ける。

### ホーリネス牧師時代
ホーリネス教会で直接献身をするために聖書学院に入学する。卒業直前に1926年(昭和4年)日本ホーリネス教会中田重治監督の長女である中田陸奥と結婚する。同年、聖書学院と同時に、ホーリネス教会の奈良教会の教師として就任する。
一方、父邦治は1926年本協同基督教会に入り、戦前から戦後にかけて日本アライアンス教団の指導者として活躍する。
大江捨一は、滋賀県大津市、長崎県長崎市、岡山県津山市、東京府の日本ホーリネス教会の牧師として活動する。
1929年3月の父邦治が日本ホーリネス教会に転入し、ホーリネスの年会で柏木聖書学院の教授に任命された。また、弟の大江信も副舎監に任命された。
1933年(昭和8年)には大江捨一・陸奥夫妻に大江寛人が生まれる。

### きよめ教会牧師時代
1936年(昭和11年)ホーリネス分裂事件が起こると、中田監督派のきよめ教会に属する。
1939年(昭和14年)の中田重治の臨終の際に、重鎮として後継者の一人になる。
1941年(昭和16年)に日本基督教団第9部の牧師であった時に、ホーリネス弾圧事件の時に、治安維持法違反の容疑で東京巣鴨拘置所に拘置される。
1943年(昭和18年)ホーリネス系の教会は解散命令を受ける。大江も教団が解散したことで牧師を辞職する。戦後、巣鴨拘置所出所後、コロムビアレコード会社に勤務する。

### アライアンス牧師時代
1949年(昭和24年)、メーベル・フランシス宣教師の招きで、広島アライアンス教会の牧師に就任する。戦前より日本アライアンス教団の指導者であった父邦治と友に広島で過ごす。
1961年(昭和36年)、アライアンスの代表として、新改訳聖書刊行協力会のメンバーになり、新改訳聖書の刊行のために貢献する。
1962年(昭和37年)邦治が引退し、捨一が日本アライアンス教団理事長と日本アライアンス聖書神学校の校長に就任する。

### 牧師引退後
1973年(昭和48年)、長く牧師を務めた広島アライアンス教会を引退して、名誉牧師となる。
1999年(平成11年)広島から愛媛県北条市(現、松山市)へ転居し、2年後の2001年(平成12年)9月26日、北条市の北条病院で死去する。